# Physogaleus
Genre
Physogaleus est un genre fossile de requins de l’ordre des Carcharhiniformes et de la famille des Carcharhinidae qui a vécu de l’Éocène au Miocène.

## Classification
Le genre Physogaleus est décrit par Henri Cappetta en 1980,.

## Liste d'espèces
Selon BioLib (7 août 2020) :
- †Physogaleus aduncus Agassiz, 1843
- †Physogaleus americanus Case, 1994
- †Physogaleus aralensis
- †Physogaleus cappetti Koslov
- † Physogaleus fischeuri Joleaud, 1912
- † Physogaleus latecuspidatus Müller, 1999
- † Physogaleus latus (Storms, 1894)
- † Physogaleus muelleri (Müller & Henle, 1839)
- † Physogaleus rosehillensis Case & Borodin, 2000
- † Physogaleus secundus (Winkler, 1974)
- † Physogaleus springeri
- † Physogaleus tertius (Winkler, 1874)
- † Physogaleus zerinus Winkler

### Publication originale
- [1980] H. Cappetta, « Modification du statut générique de quelques espèces de sélaciens crétacés et tertiaires », Palaeovertebrata, vol. 10,‎ 1980, p. 29-42.